# دائرة الرباح
دائرة الرباح هي إحدى دوائر ولاية الوادي الجزائرية.